# ホテル西洋銀座
ホテル西洋銀座（ホテルせいようぎんざ・1987年（昭和62年）3月15日開業 - 2013年（平成25年）5月31日閉鎖）は、東京都中央区銀座一丁目にあった高級シティホテル。

## 概要
1984年にオープンした有楽町西武に続くセゾングループの銀座戦略の一環として、グループのデベロッパー・西洋環境開発により、1987年1月、銀座中央通り沿いに竣工した銀座テアトルビル内に開業した。投資額は約100億円。
コンセプトは「西欧の高質感と和の伝統の現代化」。パリの『リッツ』やロンドンの『コンノート』のような小規模高級ホテルに日本旅館の持つ“かゆいところに手が届くようなサービス”を取り入れた「スモールラグジュアリーホテル」を自称していた。
外観は菊竹清訓が手掛け、客室階の3次元的にセットバックする襞のある形態と、劇場部分の大屋根を白いセラミックで覆い、大きな館を暗喩させるデザインとした。

### 施設・サービス
77という少数の客室数ながら、1室の平均面積は60㎡（畳換算で約30畳）を超え、開業当初は6階以上がすべてスイートルームだった。
映画館「銀座テアトル西友」（後の銀座テアトルシネマ）と銀座セゾン劇場（後のル テアトル銀座 by PARCO）を併設。地下1階のレストランはホテルと劇場で共通であった。
菊竹が提唱したメタボリズム建築を具現化し、ライフスタイルの変化に対応することを目指して、
3階には宴会場とホワイエ、楽屋を同じフロアに配置。ホワイエをイベントスペースとして活用したり、役者と観客の交流を促すなど、ホテルの新しい可能性を提示することも意図していた。
パーソナルコンシェルジュサービスもいち早く導入された。一般的なホテルにあるフロントカウンターはなく、利用客はホテルに到着すると、パーソナルセクレタリーと呼ばれるスタッフが出迎え、2階にあるレセプションルームでチェックインを行い、各客室へ案内。チェックアウトまでの秘書的な業務に加え、各種チケットやリムジンなどの手配・予約にも対応した。客室内ではルームアシスタントがランドリーサービス承りから好みの枕・バス用品・化粧品のオーダーに至るまで、様々な利用客の要望に応えていた。
また、館内の飲食店や宴会場には演劇や音楽にまつわる名称がつけられていた。地下1階のカフェはイタリア語で“～の間”を意味し、“幕間”を表現した「イントラ」、2階メインダイニングは田園曲を意味する名詞の「パストラル」、3階宴会場は「サロン・ラ・ロンド」などである。この他、宿泊客及び厳しい入会資格をパスした会員のみが入れるメンバーズバーなどが併設された。

### セゾン解体と運営の変化
西洋環境開発の経営危機により2000年3月に不動産が東京テアトルに譲渡され、完全子会社の株式会社エイチ・エス・ジーによる運営となった。
2008年11月21日、「ミシュランガイド東京日本語版2009」の「快適なホテル格付け順」で、「黒い家マーク5つ」を獲得した。
2001年よりローズウッドホテルズ&リゾーツに加盟していたが、2009年末で運営委託契約を解消。ザ・リーディングホテルズ・オブ・ザ・ワールドに加盟していた。

### 閉館・解体
2012年に東京テアトルの財務体質改善のため、銀座テアトルビルを売却することが決定。2013年5月31日をもって「銀座テアトルシネマ」や「ル テアトル銀座 by PARCO」とともに営業を終了し閉館した。
土地と建物は2013年6月にコナミの関連会社が取得。もともとホテル自体が更新可能なように計画されており、コナミ側も、当初は改装の上でグループの拠点として活用していく予定だった。しかし老朽化を理由として全面建替えに方針を転換、2014年8月25日から解体工事に着手した。建替え後の建物は「コナミクリエイティブセンター銀座」として、2019年12月に竣工している。
なお、エイチ・エス・ジーは2013年10月31日付で解散し、11月20日に特別清算開始決定を受けて事実上倒産した。

### 西洋銀座ブランドのその後
建物売却後は、東京テアトルの子会社である札幌開発株式会社が「西洋銀座」のブランドで洋食及び洋菓子のデリバリー、パティスリー業務を展開。2023年9月、発祥の地である銀座にて、フレンチレストラン「レストラン西洋銀座」をオープン。

## 客室
- スイートルーム
- デラックスブードア ルーム
- スーペリアルーム

など

## 施設
- フランス料理「レペトワ」
- イタリア料理「アトーレ」
- バー＆ラウンジ「プレリュード」（バー）
- メンバーズバー「G1」（バー）
- 東京吉兆西洋店（懐石料理）
- すし屋 真魚（鮨）
- 宿泊者専用フィットネスルーム

など

## アクセス
- 鉄道
  - JR東京駅より徒歩8分、有楽町駅より徒歩8分
  - 東京メトロ有楽町線銀座一丁目駅より徒歩1分、東京メトロ銀座線京橋駅より徒歩1分
  - 都営地下鉄浅草線宝町駅より徒歩5分